# مارسيل أوبور
مارسيل أوبور (بالفرنسية: Marcel Aubour) (17 يونيو 1940 في أوكسيطانيا) لاعب كرة قدم فرنسي سابق كان يلعب في مركز حراسة المرمى .

## المسيرة الرياضية
أنضم أوبور إلى نادي ليون سنة 1960 وأصبح بعدها أسطورة حراسة المرمى في فريق ليون بالإضافة إلى غريغوري كوبيه . ساهم في تأهل الفريق إلى المباراة النهائية لبطولة كأس فرنسا مرتان وفي الثانية توج باللقب في سنة 1964 كذلك فقد ساهم في التأهل إلى الدور النصف النهائي من بطولة كأس أبطال الكؤوس الأوروبي في نفس السنة . تم إطلاق لقب عليه وهو قاتل ركلات الجزاء بسبب نجاحه في التصدي لعدد كبير من ركلات الجزاء المنفذة ضد فريقه . استطاع التفوق على بيير بيرنارد ودانييل إئون وأصبح الحارس الأساسي لمنتخب فرنسا في بطولة كأس العالم 1966 التي أقيمت في إنجلترا ولكنه لم يقدم أداء عالي المستوى وتسبب شخصيا في دخول هدف لصالح منتخب المكسيك لتنتهي المباراة 1/1 ثم خسر من منتخب الأوروغواي وإنجلترا بنتيجة 1/2 و0/2 على التوالي بسبب ضعف التكتيك المطبق من قبل المدرب ليحتل منتخب فرنسا المركز الأخير ويخرج من البطولة . بعد نهاية بطولة كأس العالم قرر الرحيل عن نادي ليون متوجها إلى نادي نيس ولكن لسوء حظه فقد هبط الفريق إلى الدرجة الثانية في سنة 1968 . وتواصل الحظ العاثر لأوبور بخسارته مركزه الأساسي في المنتخب لصالح حارس نادي سانت إتيان جورج كارنوس بعدما قدم مستوى سيئا تسبب في خسارة منتخب فرنسا من منتخب يوغوسلافيا 1/5 في إياب الدور الحاسم للتأهل إلى نهائيات بطولة كأس الأمم الأوروبية 1968 التي أقيمت في إيطاليا . بعدما قضى موسما كاملا في الدرجة الثانية عاد أوبور إلى الدرجة الأولى بالانضمام إلى نادي رين . حقق ثاني بطولة كأس فرنسا سنة 1971 بالتغلب على فريقه السابق ليون 1/0 . في سنة 1972 انتقل إلى نادي ستاد رانس حيث أنهى مسيرته الرياضية في سنة 1977 واعتزل عالم كرة القدم نهائيا وقرر قضاء بقية عمره في منزله في أوكسيطانيا .

## وصلات خارجية
- مارسيل أوبور على موقع قاعدة بيانات كرة القدم.إي يو (الإنجليزية)
- مارسيل أوبور على موقع ليكيب (الفرنسية)
- مارسيل أوبور على موقع ناشيونال فوتبول تيمز (الإنجليزية)
- مارسيل أوبور على موقع عالم كرة القدم.نت (الإنجليزية)